# 交響曲第36番 (モーツァルト)
交響曲第36番 ハ長調 K. 425は、ヴォルフガング・アマデウス・モーツァルトが1783年に作曲した交響曲。

## 概要
モーツァルトはその年の10月から11月に掛けてのリンツ滞在中に、伯爵であったトゥーン・ホーエンシュタインの予約演奏会のため、この曲を4日間という速さで作曲した。そのような経歴からこの交響曲は『リンツ』という愛称で呼ばれている。この優れた作品が4日という短期間で書かれたことは驚異的であり、モーツァルトが天才であることを証明する具体例のひとつとされる。
また曲の完成度も第38番「プラハ」や、第39番・第40番・第41番「ジュピター」（いわゆる三大交響曲）に次ぐウィーン古典派交響曲の傑作であり、演奏の機会・録音とも多い。
モーツァルトの生前から自筆スコアは行方不明である。1991年クリフ・アイゼン校訂のペータース版スコア、2024年ヘンリク・ヴィーゼ校訂のブライトコプフ・ウント・ヘルテル社版は、食い違いのある複数の筆写パート譜を典拠に新版を構成している。後者は2001年に西川尚生（慶應義塾大学）が発見したモーツァルトの遺品と思われるパート譜資料に基づく。

## 楽器編成
- オーボエ2
- ファゴット2
- ホルン2
- トランペット2
- ティンパニ
- 弦5部

## 曲の構成
演奏時間は約26〜37分(テンポや反復の有無により差異が大きい)。
- 第1楽章 アダージョ - アレグロ・スピリトーソ 
ハ長調、4分の3拍子 - 4分の4拍子、序奏付ソナタ形式。

モーツァルトが、自身の交響曲で初めて緩やかな序奏を置いた。「生き生きと」と指示された主部はシンプルであるが、湧き上がる美しさがある。第1主題の旋律は全音符で伸ばされた音が印象的であり、旋律中のb音が彩を添えている。第2主題は激しい短調と長調が交替する。全体的にオクターブの跳躍が目立つ。

- 第2楽章 アンダンテ
ヘ長調、8分の6拍子、ソナタ形式。
当時の緩徐楽章にしては珍しく、トランペットとティンパニが用いられている。展開部で低弦とファゴットによって提示される、スタッカートのパッセージが印象的である。

- 第3楽章 メヌエット
ハ長調、4分の3拍子。
飛び跳ねるようなリズムが印象的な主部と、オーボエとファゴットの美しい二重奏のトリオからなる。

- 第4楽章 プレスト
ハ長調、4分の2拍子、ソナタ形式。
両主題は4度跳躍を持ち、軽やかな第1主題とレガートな第2主題のあと、対旋律を伴ってドーシドの音型が模倣され、展開されていく。その後も7度跳躍の印象的なパッセージが現れ、コデッタも充実している。展開部はアルペッジョの旋律が展開される。